# ضد الجليليين
ضد الجليليين (بالإغريقية: Κατὰ Γαλιλαίων)‏، (باللاتينية: Contra Galilaeos)‏، وتعني المسيحيين، كانت مقالة جدلية يونانية كتبها الإمبراطور الروماني جوليان، المعروف باسم جوليان المرتد، خلال فترة حكمه القصيرة (361-363). على الرغم من أنه مكتوب في الأصل باللغة اليونانية، إلا أنه معروف أكثر باسمه اللاتيني، ربما بسبب الإشارة إليه على نطاق واسع في الرد الجدلي كونترا جوليانوم على يد كيرلس السكندري. 
كإمبراطور، حاول جوليان وقف النفوذ المتزايد للمسيحية في الإمبراطورية الرومانية، وشجع دعم الطوائف الإمبراطورية الوثنية الأصلية والديانات العرقية للإمبراطورية. وصف جوليان في هذا المقال ما اعتبره أخطاء ومخاطر الإيمان المسيحي، وحاول إلقاء ضوء غير محبب على الخلافات المستمرة داخل الكنيسة المسيحية. صور جوليان المسيحيين على أنهم مرتدون عن اليهودية، التي اعتبرها الإمبراطور ديانة قديمة جدًا وراسخة يجب قبولها بالكامل. بعد وفاة جوليان في معركة عام 363، تم حرمان المقال، وحتى النص فُقد. لا تُعرف حجج جوليان إلا بشكل مباشر، من خلال النصوص التي كتبها مؤلفون مسيحيون.
يتناول العمل الفلسفي اطروحة "ضد الجليليين" نقدًا للمسيحية ومحاولة لإعادة إحياء الديانة الوثنية الرومانية. يقوم جوليان بتقديم حجج فلسفية ودينية ضد المسيحية، ويدعو إلى استعادة الأديان والعقائد الوثنية التقليدية أو القديمة.
جوليان المرتد لم ينجح في تحقيق هدفه الرئيسي من إعادة إحياء الديانة الوثنية، إلا أن اطروحته "ضد الجليليين" كان لها تأثير كبير على النقاش الديني في ذلك الوقت وقد حفزت المسيحيين الفلسفيين على إعادة النظر في مواقفهم الدينية والفلسفية وبلوّرتها، وكانت موضوع اهتمام للفلاسفة والمؤرخين لفترة طويلة.

## مقدمة
كان جوليان آخر إمبراطور وثني يحكم الإمبراطورية الرومانية. نظرًا لأنه كان ابن أخ الإمبراطور قسطنطين، فقد نشأ مسيحيا، وترك المسيحية بالسر في عام 351، وبعد أن أصبح الإمبراطور الروماني، حاول إنهاء اضطهاد الوثنيين الذي كان مستمرًا على مدى العقود السابقة، فشرعن التضحية الدينية، وترميم العديد من المعابد الوثنية، وتمويل الطوائف. وعلى الرغم من أنه لم يضطهد المسيحيين أو يحرم المسيحية، إلا أنه أنهى الدعم المالي للكنيسة المسيحية وأنهى العقوبات التي كانت تُفرض على المسيحيين المهرطقين.  وقام أيضًا بتأليف مقالات تهاجم أولئك الذين اختلف معهم فكريا، بما في ذلك اثنتين عن أولئك الذين أسماهم "المتهكمين الزائفين" و"ضد الجليليين" منتقدا بشكل اساسي الايمان الجليلي،  والتي كتبت أثناء إقامته في أنطاكية في شتاء 362-363م. 
لم يعد نص "ضد الجليليين" موجودًا، ويرحح انه تم تدميره في مرسوم مناهض للوثنية عام 448 أو 529.  وما نعرفه عنها يأتي من كتابات كيرلس السكندري الذي اقتبسها مطولا وهو يكتب تفنيدا انتهى إما بين 434-437م أو 439-441م. ومع ذلك، فإن تفنيد كيرلس لا يبقى سليمًا تمامًا. لا تزال هناك عشرة كتب فقط، تغطي جميعها الكتاب الأول من أصل ثلاثة كتب "ضد الجليلين"، على الرغم من بقاء أجزاء متعددة من عشرة كتب أخرى أيضًا.  ادعى كيرلس أنه كان أحد أهم الأعمال المناهضة للمسيحية التي تمت كتابتها، وأنه كان يُنظر إليه على نطاق واسع على أنه لا يمكن دحضه، بينما أشاد به ليبانيوس باعتباره عملًا أعظم من انتقادات بورفيري صور.  على الرغم من أن العديد من المؤلفين المسيحيين قد كتبوا نصوصًا احتقروا فيها يوليانوس، إلا أن ثيودور الموبسويستيا هو الوحيد الذي حاول سابقًا دحض العمل قبل كيرلس.
بصرف النظر عن الانقسام الواضح بين كون الشخص مسيحيًا والآخر وثنيًا، كانت وجهات نظر كيرلس الدينية مختلفة تمامًا عن آراء جوليان. في حين أن جوليان كان يدعم المجتمع اليهودي في الإمبراطورية الرومانية ويسعى إلى إعادة بناء معبدهم، كتب كيرلس في كثير من الأحيان عن كيفية وقوف المجتمع اليهودي في طريق المسيحية، وأنه يجب على الأمميين رفض كل ما هو يهودي، بما في ذلك فكرة إعادة بناء الهيكل. في القدس، وهي الفكرة التي تبناها جوليان. ربما كان هذا الخلاف الأساسي حول قيمة الإيمان اليهودي هو الذي جعل تفنيد كيرلس مريرًا جدًا، حيث إنه يتحدث عن جوليان كرجل ملهم من الشيطان يرغب في جر أكبر عدد ممكن من الآخرين بعيدًا عن الإيمان المسيحي والتقاليد اليونانية. أن جوليان جاء من الحماقة.  في الواقع، وفقًا لكيريلس، فإن أي حقيقة كانت موجودة في النصوص اليونانية كانت موجودة نتيجة لسماع اليونانيين عن حكمة موسى - حتى أفلاطون كان من المفترض أنه معجب كبير بالمشرع اليهودي. وهكذا كان دحضه محاولة لإثبات أن وجهة نظر يوليانوس بأن التقليد الأفلاطوني متفوق على التقليد الديني الموسوي كانت في الواقع عكس الحقيقة، حيث أن اليونانيين هم الذين كانت كلماتهم ظلًا لحقيقة موسى.

## ملخص ضد الجليليين

### كيف جاء الرجال إلى الإيمان بالإلهية
ينتقد يوليانوس أولاً ممارسة الجليليين في إنكار وجود الآلهة، وممارستهم، المأخوذة من اليونانيين، في الكسل والخرافات (43أ-52ج). يدعي جوليان أن البشر يعرفون بطبيعتهم وجود الله دون أن يتعلموا عنه، وأن جميع البشر لديهم اعتقاد متأصل بأن الآلهة تسكن في السماء وتراقب ما يحدث في العالم. علاوة على ذلك، فإن جميع البشر، من خلال النظر إلى الطبيعة المستقرة للأجرام السماوية، توصلوا إلى الاعتقاد بأن الآلهة أبدية ولا تتغير (43أ-52ج).

### ما يقوله اليونانيون والعبرانيون عن الإلهية
ويواصل جوليان مناقشة أساطير الخلق عند اليونانيين واليهود، مستشهدًا برواية سفر التكوين. وهو يسخر من فكرة التفسير الحرفي للرواية اليهودية، مدعيًا أنها ليست مستحيلة منطقيًا فقط (75ب) – ويتساءل كيف تمكنت الحية من التحدث بلغة بشرية (86أ) – ولكن هذا أيضًا تجديف وإهانة لله (89ب). ). ويقول إن الإله الحقيقي لا يمنع معرفة الخير والشر عن الناس ولا يغار من الناس الذين يأكلون من شجرة الحياة ويعيشون إلى الأبد. في الواقع، يُظهر هذا السلوك أن الله شرير والثعبان، مما يمنح الإنسان موهبة قيمة للغاية للتمييز بين الخير والشر، ليكون خيرًا. لذلك، يجب أن يكون لها معنى أعمق (94أ).
ويطرح جوليان أيضًا أسئلة من رواية كيف خلق الله العالم. ويتساءل من أين أتت الهاوية والظلمة والمياه المذكورة (49ج)؟ ومن أين أتت الملائكة وهم غير مذكورين في قصة الخلق؟ بالنسبة لجوليان، فإن سفر التكوين لا يدور حول الله الخالق، بل عن إله أدنى هو الذي شكل المادة التي تم خلقها بالفعل (49E). يقارن هذا برواية أفلاطون عن الخلق في تيماوس، حيث تشكل الآلهة الأدنى المادة التي خلقها الله الخالق (58ج)، ويخلص إلى أن رواية التكوين لا يمكنها أن تشرح بشكل كافٍ من الذي خلق المادة التي شكلها إله موسى (49هـ).. ويواصل جوليان القول بأنه يجب أن يكون هناك أكثر من إله واحد يشكل المادة (66A)، كما لو كان هناك إله واحد فقط، فإن جميع الكائنات المخلوقة ستكون متطابقة. حقيقة وجود مثل هذا الاختلاف بين الكائنات الخالدة والبشر والحيوانات تثبت أن الآلهة المختلفة شكلت كائنات مختلفة (65 د). إن إله موسى، كونه إلهًا اختار اليهود شعبًا له وأعطاهم وحدهم موهبة النبوة وتعاليمه، هو مجرد إله الشعب اليهودي، وليس إله أي جنس آخر من البشر (106د). يجد يوليانوس أنه من العبث الاعتقاد بأن الإله الذي خلق كل شيء في العالم، والذي يصف نفسه بأنه إله غيور (106 د – هـ)، كان يكتفي بالاقتصار على رعاية قبيلة صغيرة في فلسطين بينما يترك جميع الأجناس باستثناء اليهود. عبادة الآلهة الباطلة لآلاف السنين (106 د).
يناقش جوليان بعد ذلك كيف ينظر اليونانيون إلى الآلهة على أنهم مندوبو الله الخالق، وكل منهم مسؤول عن رعاية مختلف الأمم والمدن والأجناس البشرية (115د)، وهو ما يفسر سبب الاختلاف الكبير في شخصية البشر وعاداتهم (131ج). ). وهو يسخر من فكرة أن التفسير الحرفي لقصة برج بابل يمكن أن يفسر بشكل كافٍ سبب اختلاف الرجال إلى هذا الحد، قائلًا إنه لا يفسر سبب اختلاف الأخلاق أو القوانين بين الرجال أو سبب وجود مثل هذه الاختلافات الجسدية الواضحة (138A). وبدلاً من ذلك، فهو يعتقد أن الآلهة المختلفة المسؤولة عن الأعراق والأمم المختلفة هي المسؤولة عن اختلافات البشر (143A). إله موسى موجود بالفعل، ولكن فقط باعتباره أدنى من إله الكل (148ب). يشرح جوليان هذه الفكرة، متسائلاً لماذا، إذا كان إله اليهود هو الإله الوحيد، لم ينجز اليهود نفس القدر الذي حققته الأجناس الأخرى، مثل اليونانيين أو الفينيقيين أو المصريين (178A)، ولماذا تم إخضاع اليهود بهذه الطريقة. العديد من الأجناس الأخرى (213 أ).

### لماذا تخلى الجليليون عن المعتقدات اليهودية؟
يقضي جوليان وقتًا في مناقشة كيف أن الجليليين، حتى بعد اعتناقهم للتقاليد اليهودية اسميًا، رفضوها حقًا ولم يقبلوا سوى تجديفهم على الآلهة (238 أ – ب). وهو ينتقد الاعتقاد بأن يسوع هو النبي الذي تنبأ به موسى وإشعياء، حيث أن يسوع، الذي يفترض أنه ابن الله، لم ينحدر من يهوذا، ويقول إن فكرة الإله الذي يدعي أنه الإله الوحيد الذي يخلق كونه مساويا له (وبالتالي إله ثان) يتعارض مع المعتقدات التوحيدية لليهودية. ويشير إلى أن الجليليين قد تخلوا عن العديد من المبادئ الأساسية لليهودية، مثل التضحية بالحيوانات وقيودها الغذائية، وينتقد الادعاء بأن الله قد وضع شريعة جديدة لهم بينما كان موسى يصر بشدة على الحذر من تغيير القانون.
إلى جانب التخلي عن التعاليم اليهودية، يتهم يوليانوس أيضًا الجليليين بالتخلي عن تعاليم الرسل الأصليين. وهو يدعي أنه لم يزعم أي رسول أن يسوع هو الله حتى يوحنا، وربما فعل ذلك فقط لتوضيح نزاع مهم داخل كنيسة منقسمة. كما أن الجليليين يعصون كلمات يسوع، إذ يقدسون القبور والأموات، بينما أشار يسوع إلى المقابر على أنها أماكن نجسة. ثم يذكر يوليانوس ممارسات يهودية أخرى هجرها الجليليون مثل الختان والاحتفال بعيد الفصح، متسائلًا عن سبب تخليهم عن مثل هذه الممارسات، وذهب إلى حد الادعاء بأن الممارسات الدينية إن ممارسات موسى وإبراهيم أقرب بكثير إلى الممارسات الدينية لليونانيين الوثينيين منها إلى ممارسات الجليليين.

## روابط خارجية
الترجمات الإنجليزية متوفرة على الويب:
- ضد الجليليين. تمت الترجمة بواسطة ويلمر كيف رايت، 1923، في ويكي مصدر
- ضد الجليليين: بقايا الكتب الثلاثة، مقتبسة من كيرلس الإسكندري، كونترا جوليانوم. ترجمة. سي دبليو كينغ، 1888.